# Contea di Markam
Markam (芒康县T; Mángkāng XiànP) è una contea cinese della prefettura di Qamdo nella Regione Autonoma del Tibet. Nel 1999 la contea contava 70.276 abitanti.

## Geografia antropica

### Centri abitati
- Quzika 曲孜卡乡 chu tshan kha
- Muxu 木许乡 rmog shod
- Naxizu 纳西族乡 'jang pa mi ri (der Naxi)
- Zhubalong 朱巴龙乡 gru pa lung
- Qudeng 曲登乡 mchod rten
- Xuzhong 徐中乡 byis grongs
- Bangda 帮达乡 spang mda'
- Gebo 戈波乡 rgod po
- Luoni 洛尼乡 nor gnas
- Cuowa 措瓦乡 mtsho rnga
- Angduo  昂多乡 mgar mdo
- Zongxi 宗西乡 gtsang shod
- Mangling 莽岭乡 'bum pa
- Suoduoxi 索多西乡 zur bde shod